# Solaris Urbino

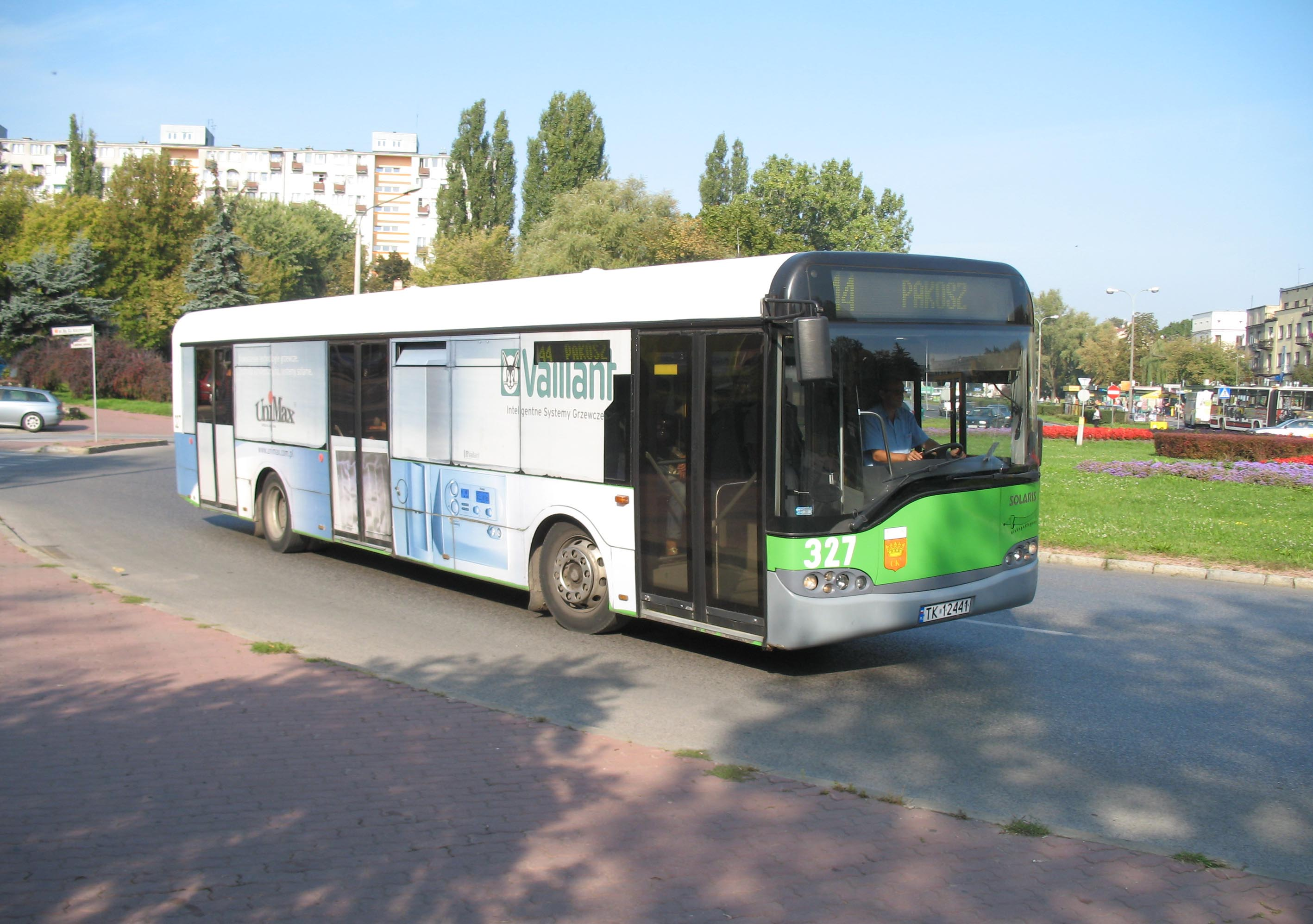
Solaris Urbino 12 I. generace v Kielcích

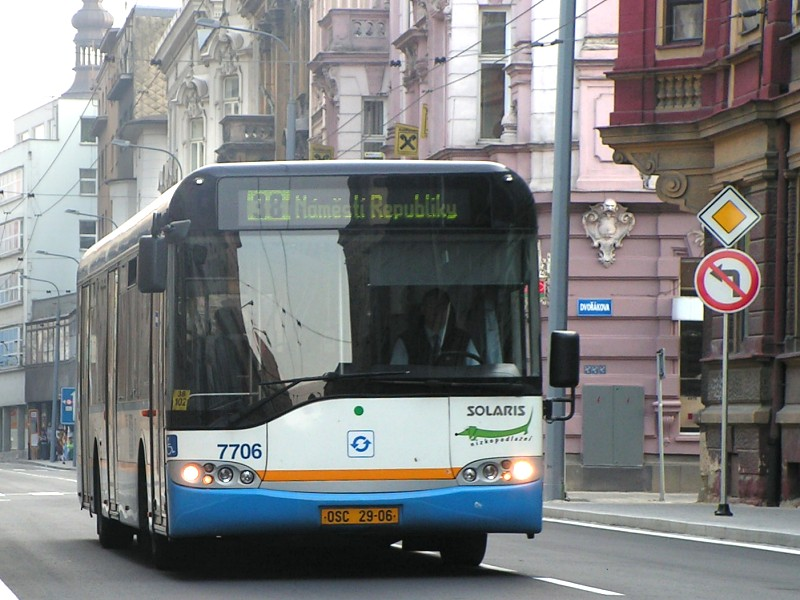
Solaris Urbino 12 II. generace v Ostravě

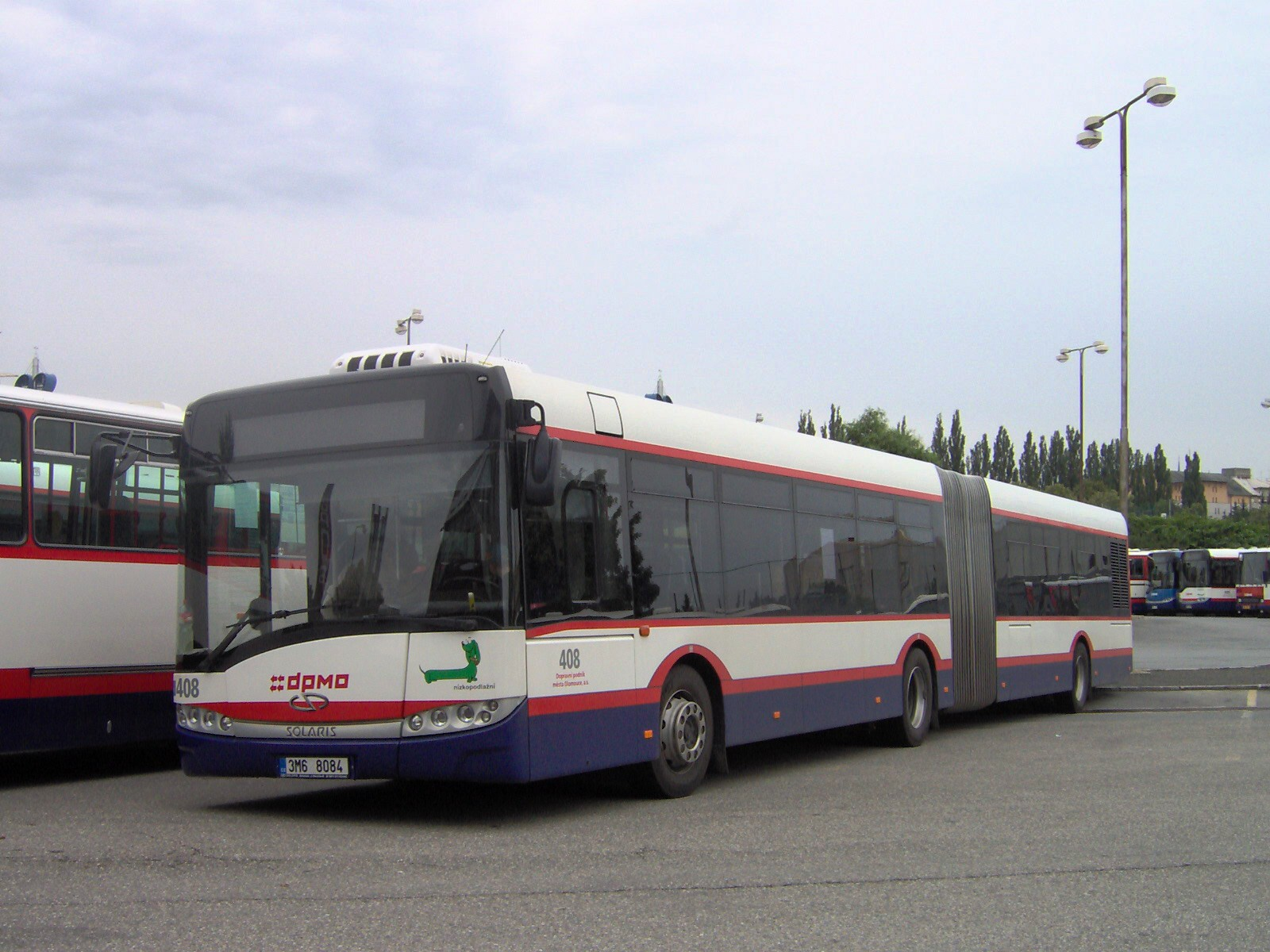
Solaris Urbino 18 III. generace v Olomouci

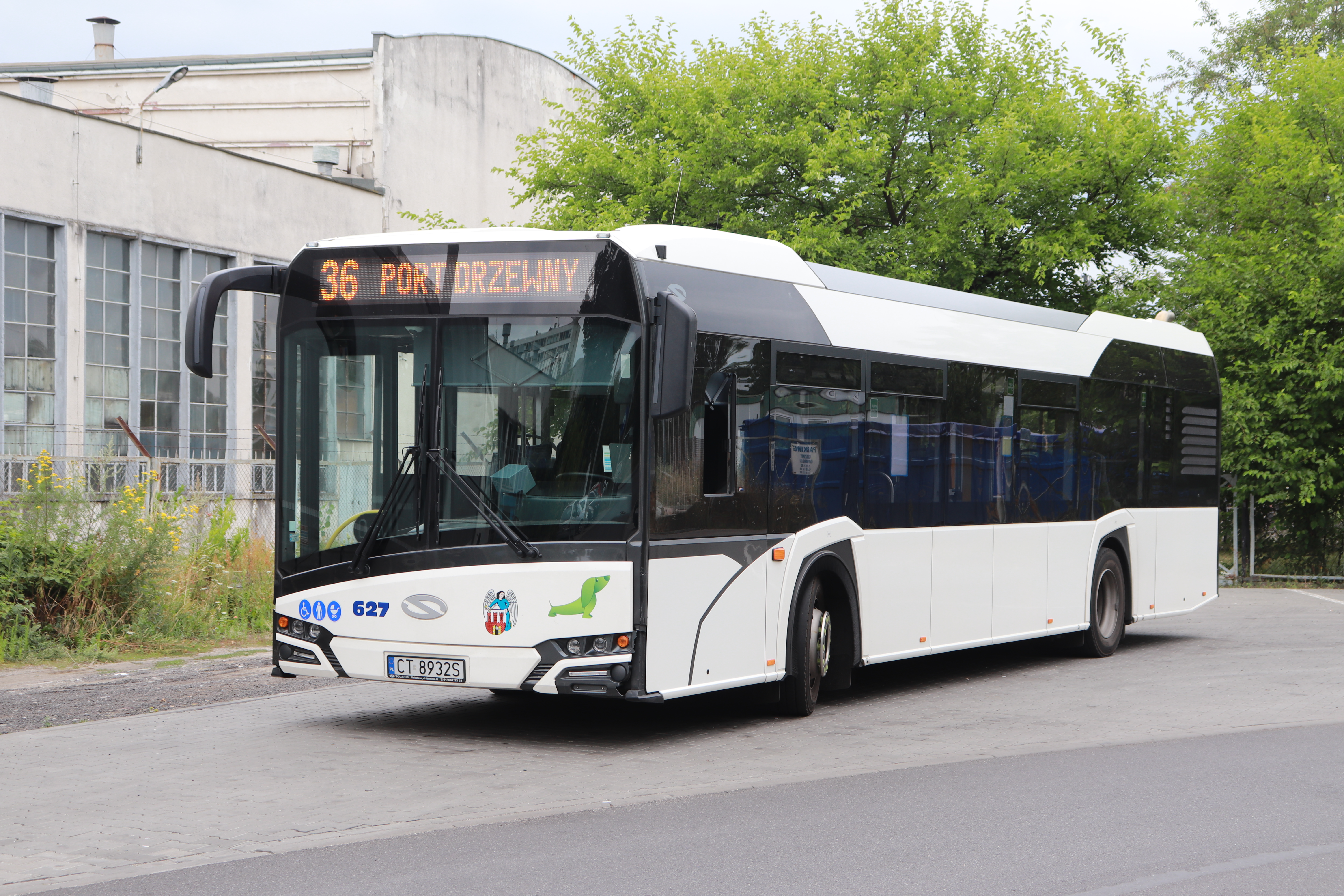
Solaris Urbino 12 IV. generace v Toruńi

Solaris Urbino je rodina městských autobusů vyráběných polskou společností Solaris Bus & Coach. Nízkopodlažní vozy jsou produkovány v několika délkových modifikacích od devíti do 19 metrů. Vyráběny jsou rovněž částečně nízkopodlažní verze s označením Low Entry. Autobusy Solaris Urbino postupně procházely vývojem, a proto dnes existují už čtyři generace. Na bázi autobusů Urbino jsou také produkovány trolejbusy s označením Solaris Trollino.

## Provoz v Česku
V Česku jsou v provozu 8,6 (jediné dva vozy u Dopravního podniku města Olomouce), 8,9, 10, 10,5, 12, 15 a 18metrové verze. Urbino I. generace bylo do ČR dodáno pouze jedno (Urbino 15 ev. č. 7601 v DP Ostrava z roku 2000), vozy II. a III. generace jsou běžně rozšířeny skoro v celém Česku. Nejnovější vozy IV. generace se nachází v Praze, Plzni, Ostravě, Olomouci, Českých Budějovicích, Chomutově, Brně a u některých regionálních dopravců.

## Provoz na Slovensku
Na vozidlech Solaris dodaných na Slovensko se objevily vážné technické poruchy. Na všech vozidlech Solaris Urbino dodaných do Košic byly postupně vyměněny chybné startéry, na dvou vozech Solaris Urbino 15 se pak později za provozu vznítil motor a autobusy tak byly vážně poškozeny. V Bratislavě se vznítila dvě vozidla Solaris Urbino 15 CNG. Jako reakce na tuto událost byl 30. května 2007 jejich provoz ve slovenském hlavním městě přerušen poté, co kontrola po požáru autobusů zjistila, že v žádném z prověřovaných vozů nefunguje zabezpečovací mechanismus automatických elektroventilů. Tento mechanizmus má na starosti po vypnutí vozidla klíčem zablokovat přívod plynového paliva do motoru. Jeho nefunkčnost znemožňuje uhašení požáru hasicím přístrojem. Po opravě všech vozidel byly autobusy 30. srpna téhož roku opětovně zařazeny do provozu. Dopravní podnik zvažoval vrácení všech 22 vozidel výrobci v případě, že se prokáže jeho chyba.
Do Košic byl dodán jen jeden autobus s pohonem na zemní plyn, který byl následně z preventivních důvodů také dočasně odstaven pro kontrolu. Po jejím úspěšném absolvování byl zanedlouho znovu uveden do provozu. Zbylých 40 dieselových košických vozidel značky Solaris (Urbino 12, 15, 18) zůstalo v provozu. Výrobce se brání, že závady byly způsobeny špatným servisem, který ale nebyl prokázán.

## Varianty
Rodina Solaris Urbino zahrnuje mnoho modelů o různých délkách a s různým typem pohonu. Částečně nízkopodlažní modely jsou označeny písmeny LE (z anglického Low Entry, česky nízký vstup).

### Modely s dieselovým pohonem
- Solaris Alpino 8,6 (též pod názvem Solaris Urbino 8,6)
- Solaris Alpino 8,9 LE  (též pod názvem Solaris Urbino 8,9 LE)
- Solaris Urbino 9
- Solaris Urbino 10
- Solaris Urbino 10,5
- Solaris Urbino 12
- Solaris Urbino 12 LE
- Solaris Urbino 12,9
- Solaris Urbino 15 (třínápravový)
- Solaris Urbino 15 LE (třínápravový)
- Solaris Urbino 18 (dvoučlánkový)
- Solaris Urbino 18,75 (dvoučlánkový)

### Modely s pohonem na CNG
- Solaris Urbino 12 CNG
- Solaris Urbino 12 LE CNG
- Solaris Urbino 15 CNG (třínápravový)
- Solaris Urbino 15 LE CNG (třínápravový)
- Solaris Urbino 18 CNG (dvoučlánkový)
- Solaris Urbino 18 LE CNG (dvoučlánkový)

### Modely s hybridním pohonem
- Solaris Urbino 12 hybrid
- Solaris Urbino 12 LE lite hybrid
- Solaris Urbino 12,9 hybrid
- Solaris Urbino 18 hybrid (dvoučlánkový)

### Modely s elektrickým pohonem
- Solaris Urbino 8,9 LE electric
- Solaris Urbino 9 LE electric
- Solaris Urbino 12 electric
- Solaris Urbino 15 LE electric (třínápravový)
- Solaris Urbino 18 electric (dvoučlánkový)
- Solaris Urbino 18,75 electric (dvoučlánkový)
- Solaris Urbino 24 electric (tříčlánkový)

### Modely s vodíkovým pohonem
- Solaris Urbino 12 hydrogen
- Solaris Urbino 18 hydrogen